# 茹里尼奇农村居民点
茹里尼奇农村居民点（俄语：Журиничское сельское поселение）是俄罗斯联邦布良斯克州布良斯克区所属的一个农村居民点。其下辖有13个居民点，行政中心为茹里尼奇。据2015年统计，该农村居民点的人口为1682人。